# Benschopse Wetering
De Benschopse Wetering is een water in het zuiden van de provincie Utrecht met een lengte van 1,18km waar het plaatsje Polsbroek aan gelegen is. Het staat haaks op de Benschopper Wetering en loopt vanuit Polsbroek in noordelijke richting de polder in, parallel aan de provinciegrens tussen Utrecht en Zuid-Holland, die zo'n 100m westelijker ligt, en door de Lange Vliet gevormd wordt.